# 多伦多大学大会堂
多倫多大學大会堂（英語：Convocation Hall）位于加拿大安大略省多伦多，是多伦多大学的重要地标。

## 历史
这是一座圆顶的圆形建筑。它是由Darling and Pearson设计，于1907年完工，其内部可与巴黎索邦大学的圆形剧场和牛津的谢尔登剧院相比。 虽然该建筑的名称表明它用于年度毕业典礼，但是它也是全年有大量听众参加的学术和社交活动的场所。
大会堂包括四个楼层，可容纳1,731人。

## 画廊

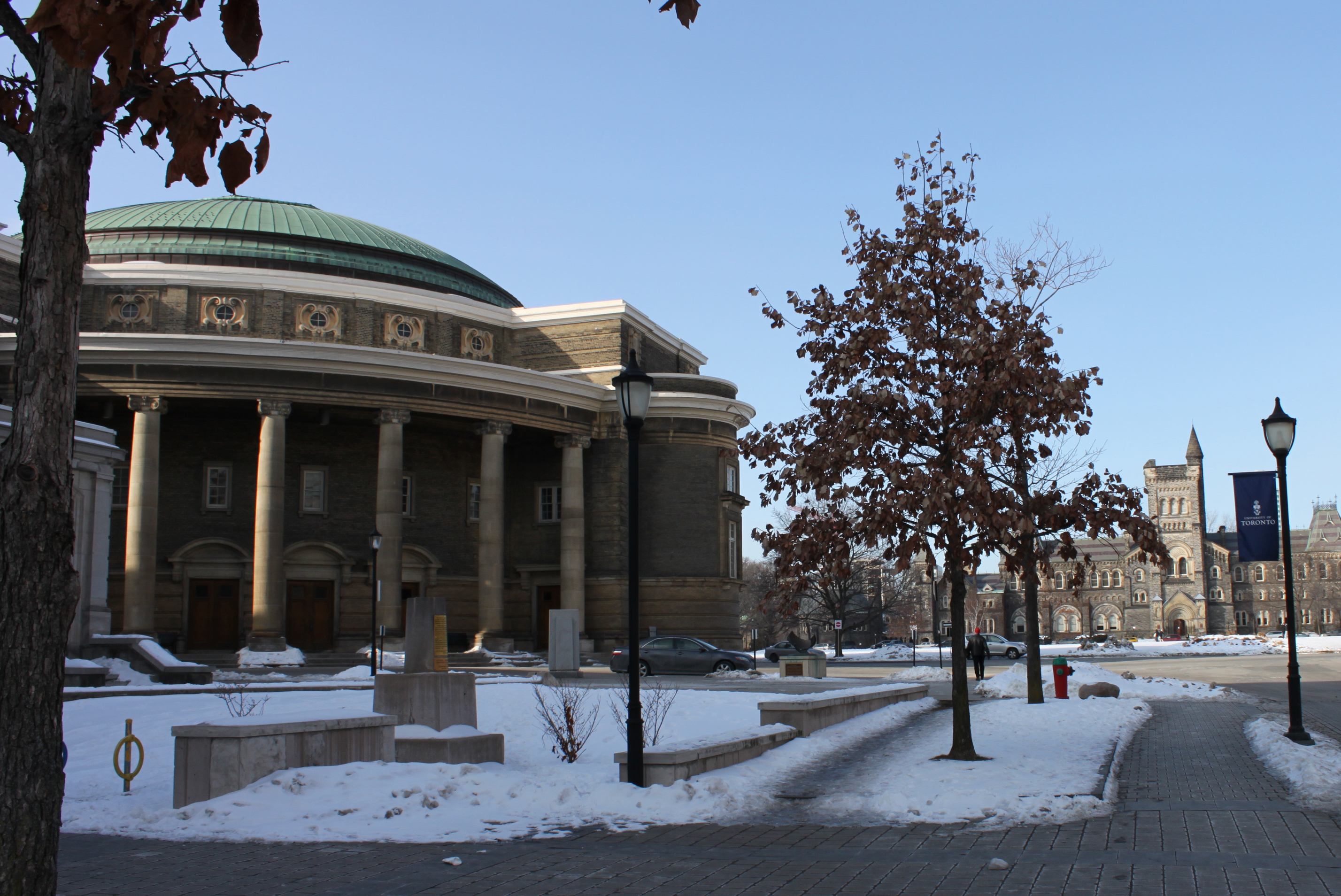
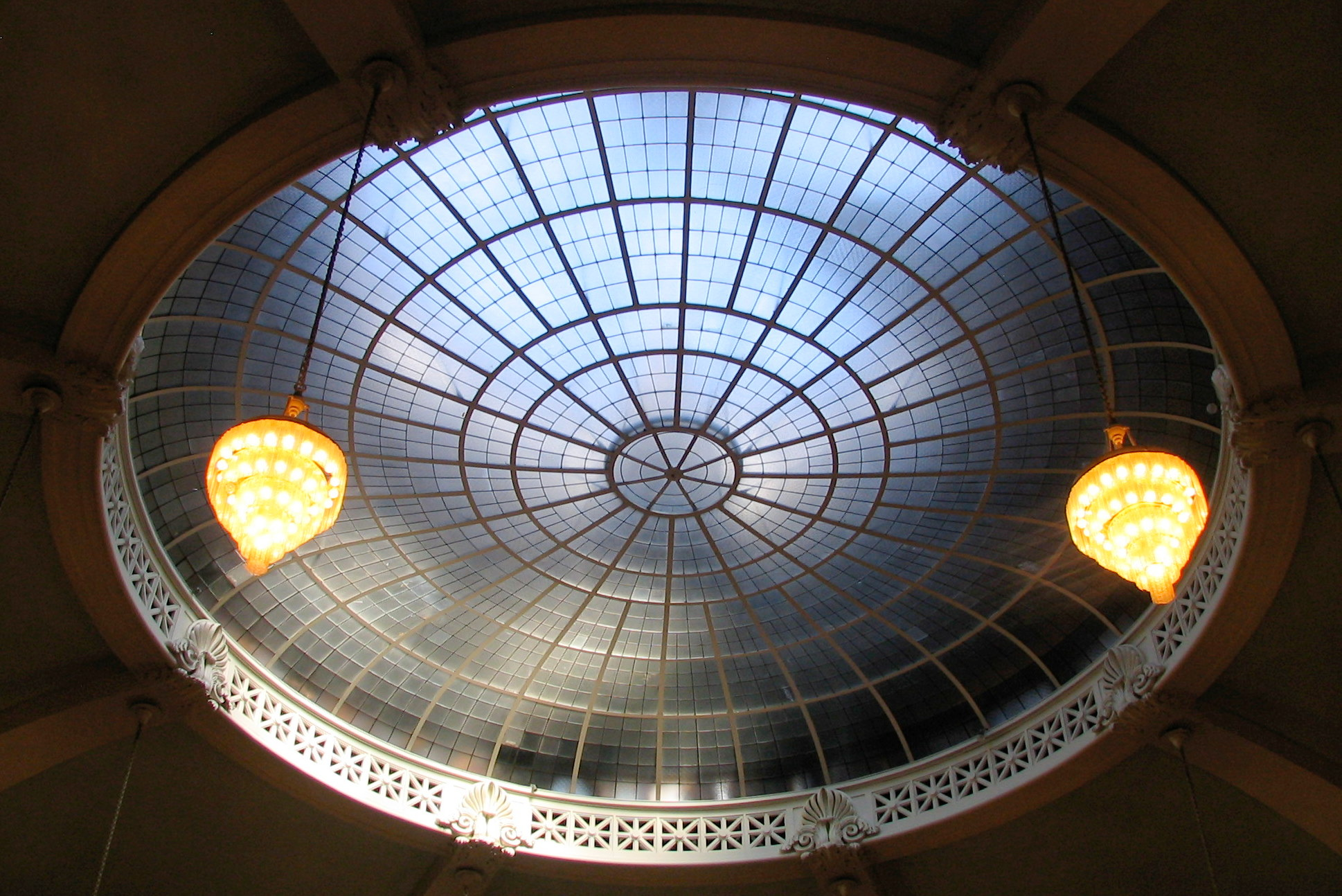
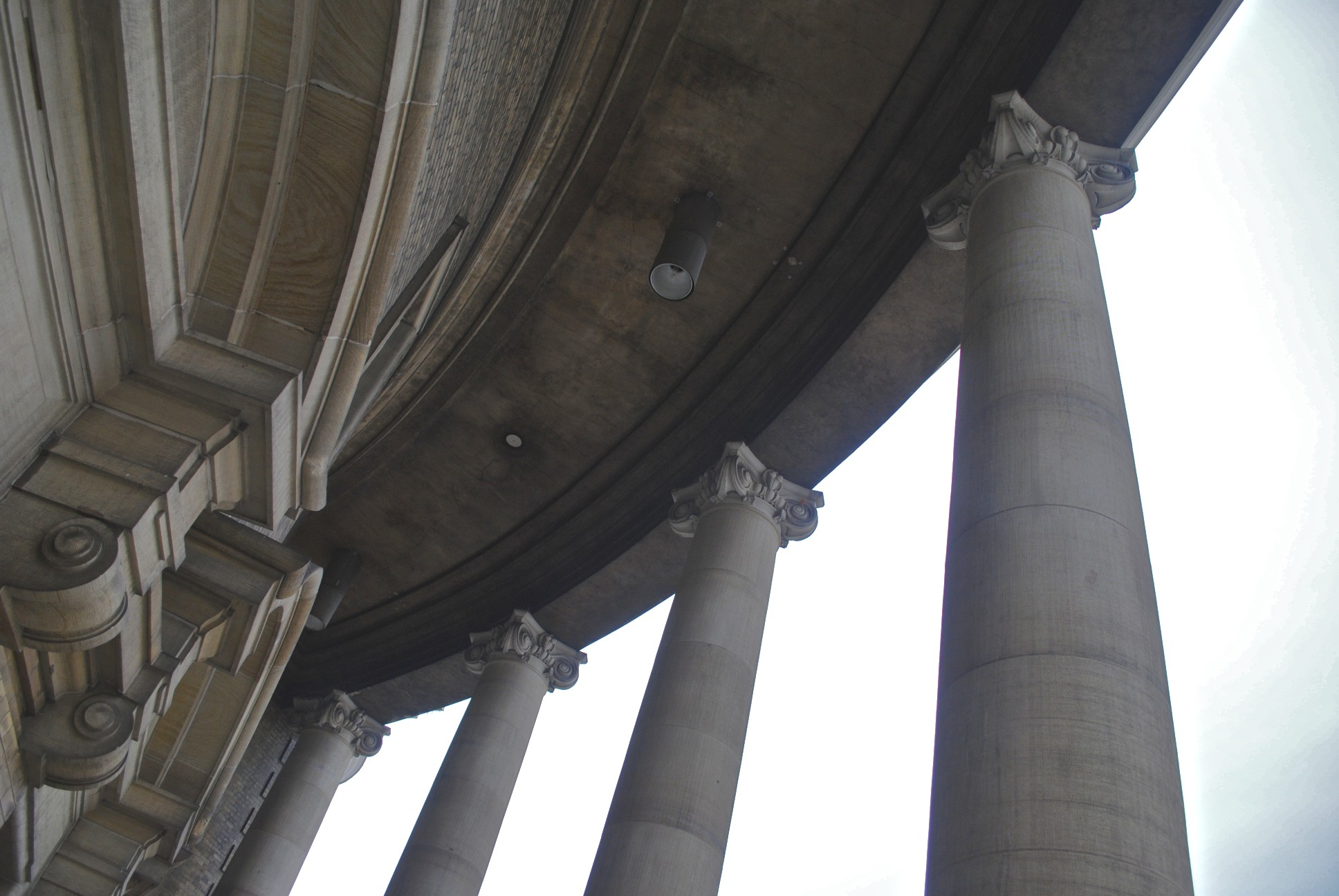
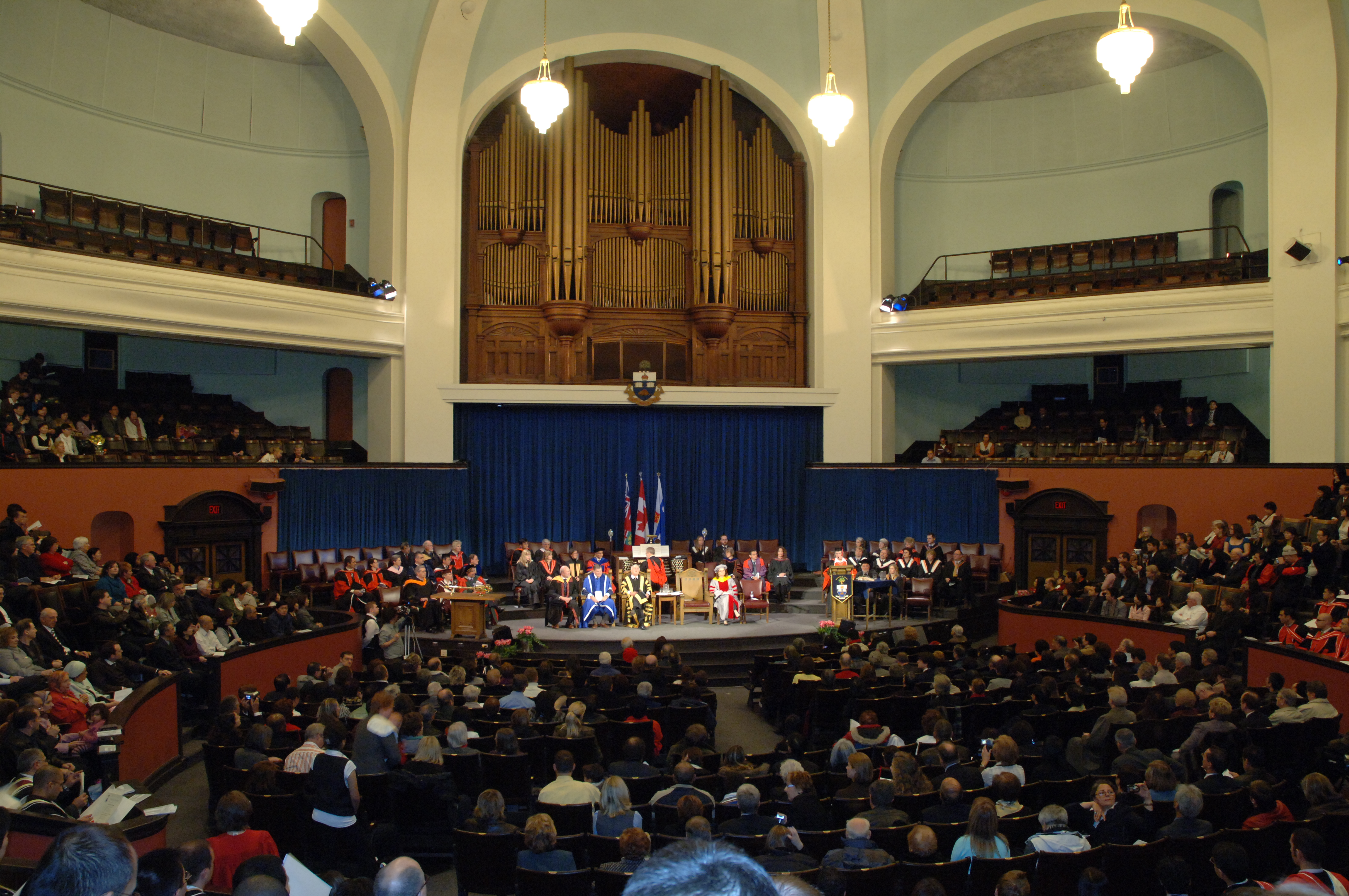